# Obliquogobius megalops
Obliquogobius megalops és una espècie de peix de la família dels gòbids i de l'ordre dels perciformes.

## Morfologia
- Les femelles poden assolir 2,55 cm de longitud total.
- Nombre de vèrtebres: 26.[4][5]

## Hàbitat
És un peix marí, de clima temperat i demersal que viu fins als 290 m de fondària.

## Distribució geogràfica
Es troba al Japó.

## Observacions
És inofensiu per als humans.